# Silnice II/211
Silnice II/211 je od října 2020 silnice II. třídy spojující silnici II/611, dálnici D11 se silnicí I/36 + silnicí I/37 a města Chlumec nad Cidlinou (nepřímo, prostřednictvím silnice II/611), Nové Město, Rohovládová Bělá, Lázně Bohdaneč a Pardubice. Délka silnice je 22,3 km. Prochází 2 kraji, 2 okresy a 8 obcemi.
Silnice vznikla v říjnu 2020 degradací části silnice I/36 za účelem omezení průjezdu těžké tranzitní dopravy napříč obcemi ležícími na trase této silnice.

## Trasa silnice
- Nové Město (II/611)
- MÚK Chýšť (D11)
- Rohovládova Bělá (II/323)
- Lázně Bohdaneč (II/333)
- Pardubice (I/36, I/37)

## Původní označení II/211
Do roku 2008 číslo II/211 nesla komunikace, která vede z Pramenů přes Kladskou do Lázní Kynžvart, kde se napojovala na silnici I/21. Byla však degradována na silnici III/2119, úsek v Lázních Kynžvart byl přeřazen k silnici II/212.